# 우수영중학교 영명분교
우수영중학교 영명분교는 전라남도 해남군 문내면 고평리 351에 있었던 공립 중학교이다.

## 연혁
- 1945년 9월 1일 영명중학원 설립인가
- 1950년 3월 1일 영명중학교로 개교
- 2009년 3월 1일 우수영중학교로 편입
- 2011년 3월 1일 66년만에 폐교